# Leeds United Association Football Club 1976-1977
Questa voce raccoglie le informazioni riguardanti il Leeds United Association Football Club nelle competizioni ufficiali della stagione 1976-1977

## Stagione
Pur mantenendo sostanzialmente immutata la rosa, il Leeds disputò un campionato di media classifica, ottenendo tuttavia risultati degni di nota in FA Cup, dove fu eliminato in semifinale dal Manchester United, futuro vincitore della manifestazione.

## Maglie e sponsor
Viene confermato il fornitore tecnico Admiral, il quale introduce un motivo a strisce blu sulle spalle.
| 1a divisa | 2a divisa |

## Rosa
| N. |                        | Ruolo | Calciatore      |
| -- | ---------------------- | ----- | --------------- |
|    | Scozia (bandiera)      | P     | David Harvey    |
|    | Scozia (bandiera)      | P     | Dave Stewart    |
|    | Inghilterra (bandiera) | D     | Paul Reaney     |
|    | Inghilterra (bandiera) | D     | Trevor Cherry   |
|    | Inghilterra (bandiera) | D     | Paul Madeley    |
|    | Scozia (bandiera)      | D     | Gordon McQueen  |
|    | Scozia (bandiera)      | D     | Keith Parkinson |
|    | Scozia (bandiera)      | D     | David Whyte     |
|    | Inghilterra (bandiera) | D     | Norman Hunter   |
|    | Scozia (bandiera)      | C     | Billy Bremner   |
|    | Inghilterra (bandiera) | C     | Roy Ellam       |
|    | Galles (bandiera)      | C     | Byron Stevenson |
|    | Galles (bandiera)      | C     | Terry Yorath    |

| N. |                        | Ruolo | Calciatore      |
| -- | ---------------------- | ----- | --------------- |
|    | Inghilterra (bandiera) | C     | Tony Currie     |
|    | Galles (bandiera)      | A     | Carl Harris     |
|    | Inghilterra (bandiera) | A     | Allan Clarke    |
|    | Scozia (bandiera)      | A     | Eddie Gray      |
|    | Scozia (bandiera)      | A     | Frank Gray      |
|    | Scozia (bandiera)      | A     | David McNiven   |
|    | Scozia (bandiera)      | A     | Joe Jordan      |
|    | Galles (bandiera)      | A     | Gwyn Thomas     |
|    | Inghilterra (bandiera) | A     | Ray Hankin      |
|    | Scozia (bandiera)      | A     | Billy McGhie    |
|    | Galles (bandiera)      | C     | Byron Stevenson |
|    | Scozia (bandiera)      | C     | Peter Lorimer   |

## Statistiche

### Statistiche di squadra
| Competizione   | Punti | Totale | Totale | Totale | Totale | Totale | Totale | DR |
| Competizione   | Punti | G      | V      | N      | P      | Gf     | Gs     | DR |
| -------------- | ----- | ------ | ------ | ------ | ------ | ------ | ------ | -- |
| First Division | 42    | 42     | 15     | 12     | 15     | 48     | 51     | -3 |
| FA Cup         | -     | 5      | 4      | 0      | 1      | 10     | 5      | +5 |
| Totale         | -     | 47     | 19     | 12     | 16     | 58     | 56     | +2 |